# IC 4125
IC 4125 ist eine elliptische Galaxie vom Hubble-Typ E2 im Sternbild Coma Berenices am Nordsternhimmel. Sie ist schätzungsweise 872 Millionen Lichtjahre von der Milchstraße entfernt und hat einen Durchmesser von etwa 130.000 Lj. 

Im selben Himmelsareal befinden sich u. a. die Galaxien IC 4095, IC 4119, IC 4129, IC 4141.
Das Objekt wurde am 27. Januar 1904 von Max Wolf entdeckt.